# Leucochloris albicollis
Il colibrì golabianca (Leucochloris albicollis (Vieillot, 1818)) è un uccello della famiglia Trochilidae. È l'unica specie nota del genere Leucochloris .

## Descrizione
È un colibrì di media taglia, lungo 10–11,5 cm, con un peso di 4,5–8 g.

## Distribuzione e habitat
La specie è diffusa nel Brasile meridionale, in Bolivia, in Paraguay, in Uruguay e nella parte nord-orientale dell'Argentina.